# Emir Rovčanin
Emir Rovčanin (serbisch-kyrillisch Емир Ровчанин, * 11. April 2002) ist ein serbischer Leichtathlet, der sich auf den Hochsprung spezialisiert hat.

## Sportliche Laufbahn
Erste internationale Erfahrungen sammelte Emir Rovčanin im Jahr 2021, als er bei den U20-Balkan-Meisterschaften in Istanbul mit übersprungenen 2,10 m den sechsten Platz belegte. Im Jahr darauf siegte er mit 2,13 m bei den U23-Mittelmeer-Meisterschaften in Pescara und 2023 belegte er bei den U23-Europameisterschaften in Espoo mit 2,15 m den siebten Platz. Anschließend gelangte er bei den Balkan-Meisterschaften in Kraljevo mit 2,10 m auf den neunten Platz. Im Jahr darauf belegte er bei den Balkan-Meisterschaften in Izmir mit 2,05 m den sechsten Platz.
2023 wurde Rovčanin serbischer Hallenmeister im Hochsprung.